# Stilobezzia flavida
Stilobezzia flavida är en tvåvingeart som beskrevs av Meillon och Wirth 1987. Stilobezzia flavida ingår i släktet Stilobezzia och familjen svidknott. Inga underarter finns listade i Catalogue of Life.